# Tysklands Grand Prix 2013
Tysklands Grand Prix 2013, officiellt 2013 Großer Preis Santander von Deutschland, var en Formel 1-tävling som hölls den 7 juli 2013 på Nürburgring i Nürburg, Tyskland. Det var den nionde tävlingen av Formel 1-säsongen 2013 och kördes över 60 varv. Vinnare av loppet blev Sebastian Vettel för Red Bull, tvåa blev Kimi Räikkönen för Lotus och trea blev Romain Grosjean, även han för Lotus.

## Kvalet
| KR. | Nr | Förare              | Konstruktör          | Q1       | Q2       | Q3        | Grid |
| --- | -- | ------------------- | -------------------- | -------- | -------- | --------- | ---- |
| 1   | 10 | Lewis Hamilton      | Mercedes             | 1.31,131 | 1.30,152 | 1.29,398  | 1    |
| 2   | 1  | Sebastian Vettel    | Red Bull-Renault     | 1.31,269 | 1.29,992 | 1.29,501  | 2    |
| 3   | 2  | Mark Webber         | Red Bull-Renault     | 1.31,428 | 1.30,217 | 1.29,608  | 3    |
| 4   | 7  | Kimi Räikkönen      | Lotus-Renault        | 1.30,676 | 1.29,852 | 1.29,892  | 4    |
| 5   | 8  | Romain Grosjean     | Lotus-Renault        | 1.31,242 | 1.30,005 | 1.29,959  | 5    |
| 6   | 19 | Daniel Ricciardo    | Toro Rosso-Ferrari   | 1.31,081 | 1.30,223 | 1.30,528  | 6    |
| 7   | 4  | Felipe Massa        | Ferrari              | 1.30,547 | 1.29,825 | 1.31,126  | 7    |
| 8   | 3  | Fernando Alonso     | Ferrari              | 1.30,709 | 1.29,962 | 1.31,209  | 8    |
| 9   | 5  | Jenson Button       | McLaren-Mercedes     | 1.31,181 | 1.30,269 | Ingen tid | 9    |
| 10  | 11 | Nico Hülkenberg     | Sauber-Ferrari       | 1.31,132 | 1.30,231 | Ingen tid | 10   |
| 11  | 9  | Nico Rosberg        | Mercedes             | 1.31,322 | 1.30,326 |           | 11   |
| 12  | 14 | Paul di Resta       | Force India-Mercedes | 1.31,322 | 1.30,697 |           | 12   |
| 13  | 6  | Sergio Pérez        | McLaren-Mercedes     | 1.31,498 | 1.30,933 |           | 13   |
| 14  | 12 | Esteban Gutiérrez   | Sauber-Ferrari       | 1.31,681 | 1.31,010 |           | 14   |
| 15  | 15 | Adrian Sutil        | Force India-Mercedes | 1.31,320 | 1.31,010 |           | 15   |
| 16  | 18 | Jean-Éric Vergne    | Toro Rosso-Ferrari   | 1.31,629 | 1.31,104 |           | 16   |
| 17  | 17 | Valtteri Bottas     | Williams-Renault     | 1.31,693 |          |           | 17   |
| 18  | 16 | Pastor Maldonado    | Williams-Renault     | 1.31,707 |          |           | 18   |
| 19  | 20 | Charles Pic         | Caterham-Renault     | 1.32,937 |          |           | 221  |
| 20  | 22 | Jules Bianchi       | Marussia-Cosworth    | 1.33,063 |          |           | 19   |
| 21  | 21 | Giedo van der Garde | Caterham-Renault     | 1.33,734 |          |           | 20   |
| 22  | 23 | Max Chilton         | Marussia-Cosworth    | 1.34,098 |          |           | 21   |

| Vidare från första kvalrundan ▬▬ Vidare från andra kvalrundan ▬▬ |

Noteringar:
- ^1  — Charles Pic fick fem platsers nedflyttning för ett otillåtet växellådsbyte.[1]

## Loppet
| Pos. | Nr | Förare              | Konstruktör          | Varv | Tid         | Grid | P  |
| ---- | -- | ------------------- | -------------------- | ---- | ----------- | ---- | -- |
| 1    | 1  | Sebastian Vettel    | Red Bull-Renault     | 60   | 1:41.14,711 | 2    | 25 |
| 2    | 7  | Kimi Räikkönen      | Lotus-Renault        | 60   | +1,008      | 4    | 18 |
| 3    | 8  | Romain Grosjean     | Lotus-Renault        | 60   | +5,830      | 5    | 15 |
| 4    | 3  | Fernando Alonso     | Ferrari              | 60   | +7,721      | 8    | 12 |
| 5    | 10 | Lewis Hamilton      | Mercedes             | 60   | +26,927     | 1    | 10 |
| 6    | 5  | Jenson Button       | McLaren-Mercedes     | 60   | +27,996     | 9    | 8  |
| 7    | 2  | Mark Webber         | Red Bull-Renault     | 60   | +37,562     | 3    | 6  |
| 8    | 6  | Sergio Pérez        | McLaren-Mercedes     | 60   | +38,306     | 13   | 4  |
| 9    | 9  | Nico Rosberg        | Mercedes             | 60   | +46,821     | 11   | 2  |
| 10   | 11 | Nico Hülkenberg     | Sauber-Ferrari       | 60   | +49,892     | 10   | 1  |
| 11   | 14 | Paul di Resta       | Force India-Mercedes | 60   | +53,771     | 12   |    |
| 12   | 19 | Daniel Ricciardo    | Toro Rosso-Ferrari   | 60   | +56,975     | 6    |    |
| 13   | 15 | Adrian Sutil        | Force India-Mercedes | 60   | +57,738     | 15   |    |
| 14   | 12 | Esteban Gutiérrez   | Sauber-Ferrari       | 60   | +1.00,160   | 14   |    |
| 15   | 16 | Pastor Maldonado    | Williams-Renault     | 60   | +1.01,929   | 18   |    |
| 16   | 17 | Valtteri Bottas     | Williams-Renault     | 59   | +1 varv     | 17   |    |
| 17   | 20 | Charles Pic         | Caterham-Renault     | 59   | +1 varv     | 22   |    |
| 18   | 21 | Giedo van der Garde | Caterham-Renault     | 59   | +1 varv     | 20   |    |
| 19   | 23 | Max Chilton         | Marussia-Cosworth    | 59   | +1 varv     | 21   |    |
| Ret  | 18 | Jean-Éric Vergne    | Toro Rosso-Ferrari   | 22   | Hydraulik   | 16   |    |
| Ret  | 22 | Jules Bianchi       | Marussia-Cosworth    | 21   | Motor       | 19   |    |
| Ret  | 4  | Felipe Massa        | Ferrari              | 3    | Körde av    | 7    |    |

| Förare och stall som tog poäng ▬▬ |

## Ställning efter loppet
|   | Pos. | Förare           | Poäng |
| - | ---- | ---------------- | ----- |
| ▬ | 1    | Sebastian Vettel | 157   |
| ▬ | 2    | Fernando Alonso  | 123   |
| ▬ | 3    | Kimi Räikkönen   | 116   |
| ▬ | 4    | Lewis Hamilton   | 99    |
| ▬ | 5    | Mark Webber      | 93    |

|   | Pos. | Konstruktör          | Poäng |
| - | ---- | -------------------- | ----- |
| ▬ | 1    | Red Bull-Renault     | 250   |
| ▬ | 2    | Mercedes             | 183   |
| ▬ | 3    | Ferrari              | 180   |
| ▬ | 4    | Lotus-Renault        | 157   |
| ▬ | 5    | Force India-Mercedes | 59    |

- Notering: Endast de fem bästa placeringarna i vardera mästerskap finns med på listorna.